# Oskar Bengtsson
Oskar Bengtsson (Göteborg, 14 gennaio 1885 – Göteborg, 13 ottobre 1972) è stato un calciatore svedese, di ruolo portiere.

## Carriera

### Club
Ha vinto due campionati nazionali con il Örgryte Idrottsällskap.

### Nazionale
Prese parte con la sua Nazionale alle Olimpiadi del 1908, in cui giocò due partite.

### Cronologia presenze e reti in Nazionale
| Cronologia completa delle presenze e delle reti in nazionale ― Svezia | Cronologia completa delle presenze e delle reti in nazionale ― Svezia | Cronologia completa delle presenze e delle reti in nazionale ― Svezia | Cronologia completa delle presenze e delle reti in nazionale ― Svezia | Cronologia completa delle presenze e delle reti in nazionale ― Svezia | Cronologia completa delle presenze e delle reti in nazionale ― Svezia | Cronologia completa delle presenze e delle reti in nazionale ― Svezia | Cronologia completa delle presenze e delle reti in nazionale ― Svezia |
| Data                                                                  | Città                                                                 | In casa                                                               | Risultato                                                             | Ospiti                                                                | Competizione                                                          | Reti                                                                  | Note                                                                  |
| --------------------------------------------------------------------- | --------------------------------------------------------------------- | --------------------------------------------------------------------- | --------------------------------------------------------------------- | --------------------------------------------------------------------- | --------------------------------------------------------------------- | --------------------------------------------------------------------- | --------------------------------------------------------------------- |
| 8-9-1908                                                              | Göteborg                                                              | Svezia                                                                | 1 – 6                                                                 | Inghilterra                                                           | Amichevole                                                            | -6                                                                    | L'Inghilterra giocava con la Nazionale dilettanti                     |
| 20-10-1908                                                            | Londra                                                                | Regno Unito                                                           | 12 – 1                                                                | Svezia                                                                | Olimpiadi 1908 - Quarti                                               | -12                                                                   |                                                                       |
| 23-10-1908                                                            | Londra                                                                | Paesi Bassi                                                           | 2 – 0                                                                 | Svezia                                                                | Olimpiadi 1908 - Finale 3º posto                                      | -2                                                                    |                                                                       |
| 25-10-1908                                                            | L'Aia                                                                 | Paesi Bassi                                                           | 5 – 3                                                                 | Svezia                                                                | Amichevole                                                            | -5                                                                    |                                                                       |
| 26-10-1908                                                            | Bruxelles                                                             | Belgio                                                                | 2 – 1                                                                 | Svezia                                                                | Amichevole                                                            | -2                                                                    |                                                                       |
| 6-11-1909                                                             | Hull                                                                  | Inghilterra                                                           | 7 – 0                                                                 | Svezia                                                                | Amichevole                                                            | -7                                                                    | L'Inghilterra giocava con la Nazionale dilettanti                     |
| 18-6-1911                                                             | Solna                                                                 | Svezia                                                                | 2 – 4                                                                 | Germania                                                              | Amichevole                                                            | -4                                                                    |                                                                       |
| 3-11-1912                                                             | Göteborg                                                              | Svezia                                                                | 4 – 2                                                                 | Norvegia                                                              | Amichevole                                                            | -2                                                                    |                                                                       |
| 5-10-1913                                                             | Stoccolma                                                             | Svezia                                                                | 0 – 10                                                                | Danimarca                                                             | Amichevole                                                            | -10                                                                   |                                                                       |
| Totale                                                                |                                                                       | Presenze                                                              | 9                                                                     |                                                                       | Reti                                                                  | -50                                                                   |                                                                       |

## Palmarès
- Campionato svedese di calcio: 2:

Örgryte Idrottsällskap: 1909, 1913
- Corinthian Bowl: 5:

Örgryte Idrottsällskap: 1908, 1909, 1911, 1912, 1913
- Svenska Mästerskapet: 2:

Örgryte Idrottsällskap: 1909, 1913